# Vochysia martiana
Vochysia martiana är en tvåhjärtbladig växtart som beskrevs av Stafleu. Vochysia martiana ingår i släktet Vochysia och familjen Vochysiaceae. Inga underarter finns listade i Catalogue of Life.